# Politecnico di Helsinki
Il Politecnico di Helsinki (TKK) (in finlandese: Teknillinen korkeakoulu ora Aalto-yliopiston teknillinen korkeakoulu; in svedese: Tekniska högskolan) è una delle tre facoltà che costituiscono l'Università Aalto ed è il principale politecnico della Finlandia. Si trova nel distretto di Otaniemi della città di Espoo, nell'area metropolitana di Helsinki.

## Caratteristiche
Fu fondato nel 1849 e divenne un'università nel 1908. Fu trasferito da Helsinki  al campus di Otaniemi nel 1966. L'università ha 246 professori e circa 15.000 studenti suddivisi in 12 facoltà e 19 Corsi di laurea.
Il TKK è conosciuto, tra le altre cose per il suo "Laboratorio a bassa temperatura", in cui è stato possibile registrare il record mondiale della più bassa temperatura, e per molti altri successi in campo scientifico. Il settore del Politecnico che si occupa della ricerca e dell'insegnamento nel campo delle comunicazioni mobili è considerato uno fra i migliori nel mondo come anche il dipartimento di chimica. Il primo prodotto di una sintesi totale ad essere commercializzato, la sintesi della canfora, fu realizzata da Gustaf Komppa, il primo professore di chimica al TKK . Anche il Premio Nobel Artturi Virtanen era professore al dipartimento di chimica dell'istituto. L'obiettivo del Politecnico di Helsinki è di rientrare nella classifica dei primi dieci politecnici d'Europa.
Gran parte del campus di Otaniemi è stato progettato dal famoso architetto Alvar Aalto.
A partire dal 1º gennaio 2010 ha mutato nome in Aalto School of Science and Technology, dopo la fusione con Helsinki School of Economics e Helsinki School of Art and Design.